# Bok Jankovac
Bok Jankovac (cyr. Бок Јанковац) – wieś w Bośni i Hercegowinie, w Republice Serbskiej, w gminie Gradiška. W 2013 roku liczyła 1161 mieszkańców.